# V604 Aquilae

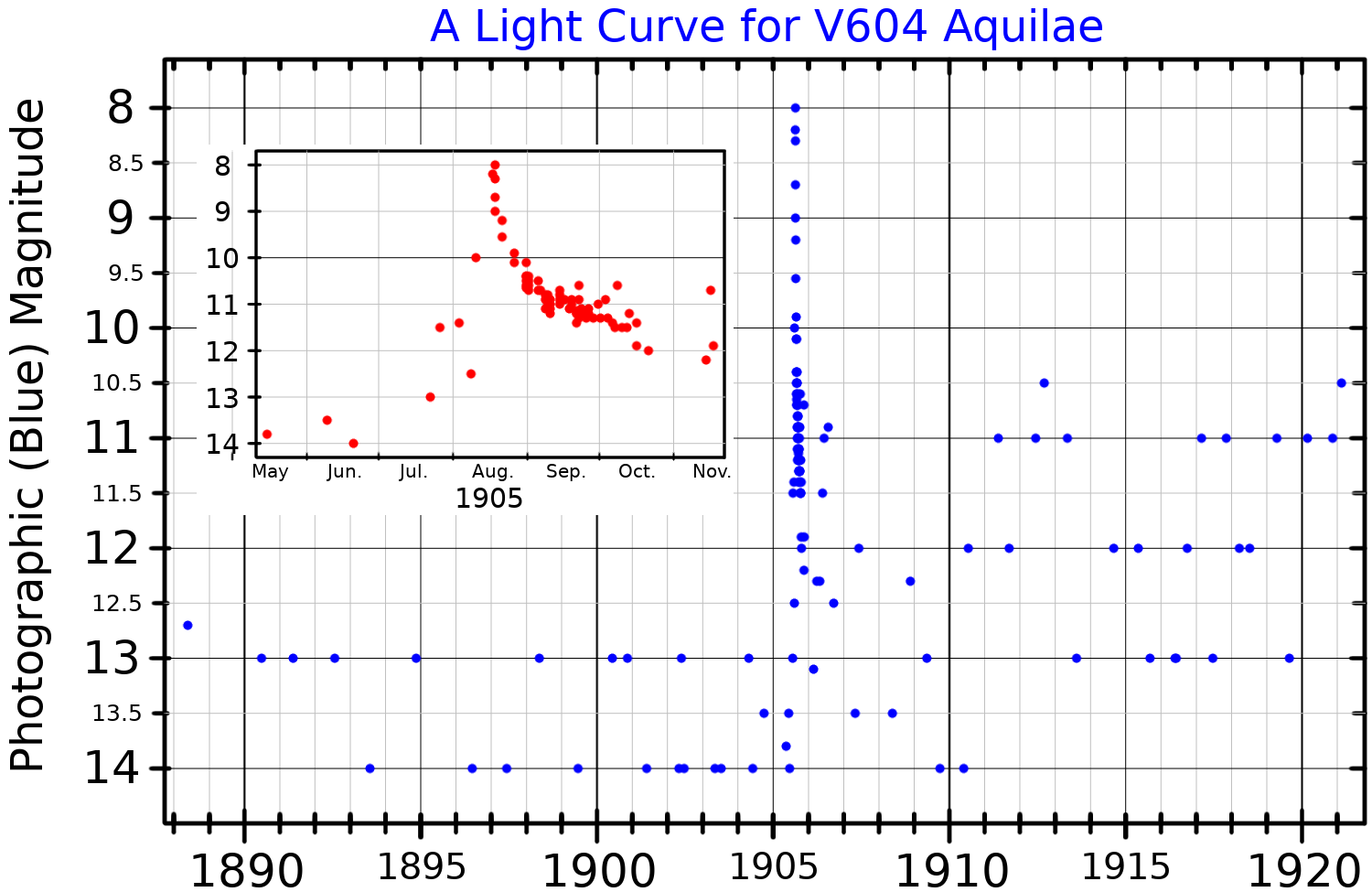
Graphique illustrant la quantité de lumière émise par V604 Aquilae dans le temps.

V604 Aquilae (ou Nova Aquilae 1905) était une nova qui survint en 1905 dans la constellation de l'Aigle. Elle atteignit une magnitude minimale (correspondant à une luminosité maximale) de 7,6.

## Coordonnées
- Ascension droite : 19h 02m 05s.77
- Déclinaison : −04° 26' 31".3